# Pentachlorethan
Pentachlorethan ist eine chemische Verbindung aus der Gruppe der Halogenkohlenwasserstoffe.

## Gewinnung und Darstellung
Pentachlorethan kann durch Reaktion von Chlorierung von Trichlorethen und Ethen-induzierten Chlorierung von 1,2-Dichlorethan gewonnen werden.

## Eigenschaften
Pentachlorethan ist eine wenig flüchtige, farblose Flüssigkeit mit süßlich chloroformartigem Geruch, die praktisch unlöslich in Wasser ist.

## Verwendung
Pentachlorethan wird als Lösungsmittel für Öle und Fette und natürliches Gummi und Harze verwendet. Es kann auch zur Herstellung von Tetrachlorethen eingesetzt werden.